# Les Experts : Hidden Crimes
 (mai 2014).
Les Experts : Hidden Crimes est un jeu vidéo d'objets cachés sorti le 30 avril 2014 sur iPhone, Ipad et Android. Le jeu a été développé et édité par Ubisoft. Il reprend l'univers et l'ambiance de la série télévisée américaine Les Experts. Le scénario du jeu est écrit par le scénariste Jack Gutowitz de la série Les Experts.

## Système de jeu
Le joueur incarne une personne qu'il a créée, puis il enquête avec différents membres de l'unité CSI et l'on doit résoudre des enquêtes dans différentes parties de la ville. Pour cela, le joueur doit d'abord chercher des indices ou des objets sur la scène du crime en essayant d'obtenir le meilleur score possible afin de gagner des étoiles ainsi que de l'argent. Ces étoiles permettront d'examiner des indices ou d'interroger des suspects. L'argent, gagné grâce aux enquêtes, permettra au joueur d'acheter des accessoires pour son avatar ou encore des aides pour la recherche des indices. On peut également analyser le cadavre des victimes afin d'en apprendre plus sur le meurtrier. Ces éléments permettront de découvrir qui est le tueur et de pouvoir l'arrêter et le mettre derrière les barreaux. Les crimes sont répartis en épisodes qui sont divisés en chapitres.
Les Experts : Hidden Crimes propose une variété d'énigmes et de mini-jeux liés aux indices et met en scène les héros de la série télévisée.Le jeu est proposé gratuitement sur iPhone, Ipad et Android malgré un système de jeu basé sur des points d’énergie à quantité limitée et la présence de nombreuses micro-transactions.